# Unione Sportiva Viterbese 1908 2022-2023
Questa voce raccoglie le informazioni riguardanti l'Unione Sportiva Viterbese 1908 nelle competizioni ufficiali della stagione 2022-2023.

## Stagione
La stagione 2022-2023 rappresenta per la Viterbese la 19ª partecipazione alla terza serie del campionato italiano di calcio.
L'annata prende il via sotto la guida tecnica di Giacomo Filippi che dopo tredici giornate, dopo aver ottenuto appena 11 punti in campionato con solo 2 vittorie che valgono alla squadra il terzultimo posto in classifica, viene esonerato a seguito della sconfitta sul campo del Taranto. Al suo posto viene promosso temporaneamente dalla Primavera Emanuele Pesoli. Il tecnico viene confermato successivamente alla guida tecnica dopo aver ottenuto l'accesso ai quarti di finale di Coppa Italia Serie C e una sconfitta casalinga con il Crotone (1-3).
Pesoli viene a sua volta esonerato dopo la 22ª giornata, con 6 punti conquistati in nove partite, venendo sostituito da Giovanni Lopez che torna sulla panchina gialloblù per la terza volta.

## Divise e sponsor
Lo sponsor tecnico per la stagione 2022-2023 è Nike, gli sponsor ufficiali sono Tecnologia & Sicurezza e CR Project Service, mentre back sponsor è Sigma.

## Organigramma societario
Area direttiva
- Presidente: Marco Arturo Romano
- Vicepresidente: Gianni Esposito
- Direttore generale:
- Responsabile finanziario/assicurativo: Maurizio Gabriele
- Responsabile amministrazione finanza e controllo: Fabrizia Gigli
- Direttore sportivo: Carlo Musa[10]
- Segretario generale: Italo Federici
- Team manager & SLO: Alessandro Ursini
- Responsabile marketing: Giuseppe Capozzoli
- Responsabile comunicazione: Gianmarco Carvone
- Ufficio Stampa: Mattia Ugolini

Area tecnica
- Allenatore: Giovanni Lopez
- Allenatore in seconda: Simone Arcieri
- Preparatore atletico: Luca Lupi
- Preparatore dei portieri: Paolo Gobattoni
- Match analyst: Lucio Celenza
- Recupero infortuni: Lorenzo Di Girolamo

## Rosa
| N. |                      | Ruolo | Calciatore           |
| -- | -------------------- | ----- | -------------------- |
| 1  | Italia (bandiera)    | P     | Ermanno Fumagalli    |
| 1  | Serbia (bandiera)    | P     | Vladan Dekic         |
| 2  | Italia (bandiera)    | D     | Matteo Sorrini       |
| 3  | Italia (bandiera)    | D     | Matteo Fracassini    |
| 4  | Italia (bandiera)    | D     | Gabriel Santoni      |
| 5  | Nigeria (bandiera)   | C     | Mario Rabiu          |
| 6  | Italia (bandiera)    | D     | Antonio Vespa        |
| 7  | Italia (bandiera)    | A     | Emilio Volpicelli    |
| 7  | Gambia (bandiera)    | A     | Sulayman Jallow      |
| 8  | Lituania (bandiera)  | C     | Linas Mėgelaitis     |
| 9  | Italia (bandiera)    | A     | Alessandro Marotta   |
| 10 | Italia (bandiera)    | C     | Domenico Mungo       |
| 11 | Italia (bandiera)    | D     | Daniel Semenzato     |
| 13 | Italia (bandiera)    | D     | Luca Ricci           |
| 14 | Italia (bandiera)    | D     | Cristian Riggio      |
| 15 | Italia (bandiera)    | A     | Simone D'Uffizi      |
| 16 | Italia (bandiera)    | C     | Davide Di Cairano    |
| 17 | Slovenia (bandiera)  | D     | Daniel Pavlev        |
| 18 | Italia (bandiera)    | A     | Alessandro Polidori  |
| 19 | Argentina (bandiera) | D     | Juan Cruz Monteagudo |
| 20 | Italia (bandiera)    | D     | Davide Manarelli     |

| N. |                           | Ruolo | Calciatore            |
| -- | ------------------------- | ----- | --------------------- |
| 20 | Italia (bandiera)         | C     | Federico Mastropietro |
| 21 | Italia (bandiera)         | C     | Simone Andreis        |
| 23 | Canada (bandiera)         | C     | Anthony Aromatario    |
| 24 | Senegal (bandiera)        | C     | Malick Mbaye          |
| 25 | Italia (bandiera)         | D     | Francesco Rodio       |
| 26 | Italia (bandiera)         | C     | Gian Marco Nesta      |
| 27 | Italia (bandiera)         | D     | Filippo Marenco       |
| 28 | Italia (bandiera)         | A     | Marco Simonelli       |
| 29 | Italia (bandiera)         | C     | Christophe Renault    |
| 32 | Italia (bandiera)         | C     | Christian Spolverini  |
| 33 | Italia (bandiera)         | A     | Alessandro Bersaglia  |
| 34 | Serbia (bandiera)         | D     | Mladen Devetak        |
| 37 | Italia (bandiera)         | A     | Daniele Capparella    |
| 42 | Israele (bandiera)        | C     | Yiftach Cats          |
| 44 | Francia (bandiera)        | C     | Aly Ndom              |
| 50 | Italia (bandiera)         | C     | Andrea Ingegneri      |
| 71 | Italia (bandiera)         | C     | Antonino Barillà      |
| 76 | Costa d'Avorio (bandiera) | C     | Soulymane Kone        |
| 77 | Italia (bandiera)         | P     | Luca Bisogno          |
| 78 | Italia (bandiera)         | C     | Lorenzo Giglio        |
| 99 | Italia (bandiera)         | C     | Giuseppe Montaperto   |

## Calciomercato

### Sessione estiva(dal 1/07 al 1/09)
| Acquisti | Acquisti             | Acquisti         | Acquisti      |
| R.       | Nome                 | da               | Modalità      |
| -------- | -------------------- | ---------------- | ------------- |
| P        | Riccardo Daga        | Monterosi Tuscia | fine prestito |
| D        | Matteo Fracassini    | Fiorenzuola      | fine prestito |
| D        | Gabriele Macrì       | Lanusei          | fine prestito |
| D        | Davide Manarelli     | Sassuolo         | definitivo    |
| D        | Juan Cruz Monteagudo |                  | svincolato    |
| D        | Cristian Riggio      | Fidelis Andria   | definitivo    |
| D        | Francesco Rodio      | Pro Vercelli     | prestito      |
| D        | Gabriel Santoni      | Cynthialbalonga  | definitivo    |
| D        | Antonio Vespa        | Foligno          | definitivo    |
| C        | Simone Andreis       | Virtus Entella   | definitivo    |
| C        | Davide Di Cairano    | Cynthialbalonga  | definitivo    |
| C        | Malick Mbaye         |                  | svincolato    |
| C        | Gian Marco Nesta     | Lecco            | prestito      |
| C        | Manuel Zanon         | Giugliano        | fine prestito |
| A        | Alessandro Marotta   | Modena           | definitivo    |
| A        | Alessandro Polidori  | Monterosi Tuscia | definitivo    |
| A        | Marco Simonelli      | Fermana          | fine prestito |

| Cessioni | Cessioni             | Cessioni         | Cessioni                |
| R.       | Nome                 | a                | Modalità                |
| -------- | -------------------- | ---------------- | ----------------------- |
| P        | Riccardo Daga        |                  | risoluzione consensuale |
| D        | Dario D'Ambrosio     | Carrarese        | definitivo              |
| D        | Riccardo Martinelli  |                  | svincolato              |
| D        | Vincenzo Polito      | Monterosi Tuscia | fine prestito           |
| C        | Michel Adopo         | Torino           | fine prestito           |
| C        | Domenico Alberico    |                  | rescissione consensuale |
| C        | Riccardo Calcagni    | Novara           | definitivo              |
| C        | Alvaro Iuliano       |                  | svincolato              |
| C        | Claudio Maffei       | Fiorenzuola      | fine prestito           |
| C        | Oliver Urso          | Novara           | definitivo              |
| C        | Manuel Zanon         | Imolese          | definitivo              |
| A        | Andrea Bianchimano   | Lucchese         | prestito                |
| A        | Murilo Otávio Mendes |                  | risoluzione             |
| A        | Alessandro Polidori  | Monterosi Tuscia | fine prestito           |

### Sessione invernale(dal 2/01 al 31/01)
| Acquisti | Acquisti              | Acquisti           | Acquisti   |
| R.       | Nome                  | da                 | Modalità   |
| -------- | --------------------- | ------------------ | ---------- |
| P        | Vladan Dekic          | Pisa               | definitivo |
| D        | Mladen Devetak        | Palermo            | prestito   |
| D        | Andrea Ingegneri      | Mantova            | definitivo |
| C        | Antonino Barillà      |                    | svincolato |
| C        | Federico Mastropietro | Virtus Francavilla | definitivo |
| C        | Giuseppe Montaperto   | Audace Cerignola   | definitivo |
| C        | Aly Ndom              | Chindia Târgoviște | definitivo |
| C        | Mario Rabiu           | Modena             | definitivo |
| C        | Christophe Renault    | Olbia              | definitivo |
| A        | Sulayman Jallow       | Montevarchi        | definitivo |

| Cessioni | Cessioni           | Cessioni           | Cessioni                         |
| R.       | Nome               | a                  | Modalità                         |
| -------- | ------------------ | ------------------ | -------------------------------- |
| P        | Ermanno Fumagalli  | Messina            | definitivo                       |
| D        | Matteo Fracassini  |                    | risoluzione                      |
| D        | Davide Manarelli   | Virtus Francavilla | prestito con diritto di riscatto |
| D        | Gabriel Santoni    |                    | risoluzione                      |
| C        | Davide Di Cairano  |                    | risoluzione                      |
| C        | Aly Ndom           |                    | risoluzione                      |
| C        | Christophe Renault | Alessandria        | definitivo                       |
| A        | Marco Simonelli    |                    | risoluzione                      |
| A        | Emilio Volpicelli  | Sangiuliano City   | definitivo                       |

### Operazioni esterne alle sessioni
| Acquisti | Acquisti        | Acquisti | Acquisti   |
| R.       | Nome            | da       | Modalità   |
| -------- | --------------- | -------- | ---------- |
| P        | Daniele Lazzari |          | svincolato |

| Cessioni | Cessioni     | Cessioni    | Cessioni   |
| R.       | Nome         | a           | Modalità   |
| -------- | ------------ | ----------- | ---------- |
| C        | Yiftach Cats | Botev Vraca | definitivo |

## Risultati

### Serie C

#### Girone di andata
| Arbitro: | Turrini (Firenze) |

|                               |           |  |
| Piovaccari 21’ Gladestony 67’ | Marcatori |  |

| Arbitro: | Grasso (Ariano Irpino) |

|                   |           |                        |
| D'Uffizi 70’, 73’ | Marcatori | 35’ Urso 90+4’ Paolini |

| Arbitro: | Cavaliere (Paola) |

|             |           |              |
| Iannone 35’ | Marcatori | 87’ Polidori |

| Arbitro: | Bordin (Bassano del Grappa) |

|  |           |          |
|  | Marcatori | 65’ Mora |

| Castellammare di Stabia 24 settembre 2022, ore 20:30 CEST 5ª giornata | Juve Stabia     | 0 – 0 referto | Viterbese | Stadio Romeo Menti (1 800 spett.)\| Arbitro: \| Kumara (Verona) \| |
| Arbitro:                                                              | Kumara (Verona) |               |           |                                                                    |

| Arbitro: | Collu (Cagliari) |

|                    |           |                                                                  |
| Marotta 90’ (rig.) | Marcatori | 5’ Fabrizi 25’ Di Livio 30’ Carissoni 34’ Tessiore 78’ Margiotta |

| Arbitro: | Nicolini (Brescia) |

|  |           |           |
|  | Marcatori | 25’ Nesta |

| Arbitro: | Bonacina (Bergamo) |

|                                    |           |                             |
| Sounas 1’ Cianci 62’ A. Curcio 85’ | Marcatori | 33’ Polidori 55’ Monteagudo |

| Arbitro: | Costanza (Agrigento) |

|                             |           |  |
| Volpicelli 22’ Polidori 72’ | Marcatori |  |

| Picerno 22 ottobre 2022, ore 14:30 CEST 10ª giornata | AZ Picerno              | 0 – 0 referto | Viterbese | Stadio Donato Curcio (419 spett.)\| Arbitro: \| Arena (Torre del Greco) \| |
| Arbitro:                                             | Arena (Torre del Greco) |               |           |                                                                            |

| Arbitro: | Maggio (Lodi) |

|             |           |                               |
| Marotta 57’ | Marcatori | 52’ Garattoni 78’ Di Pasquale |

| Arbitro: | Luongo (Napoli) |

|                                      |           |                                        |
| Marotta 26’ Volpicelli 37’ Mungo 58’ | Marcatori | 41’ Girasole 74’ Emmausso 88’ Caturano |

| Arbitro: | Virgilio (Trapani) |

|                        |           |             |
| Antonini 15’ Diaby 77’ | Marcatori | 68’ Andreis |

| Arbitro: | Emmanuele (Pisa) |

|             |           |                                |
| Marotta 34’ | Marcatori | 6’ Pannitteri 46’, 87’ Chiricò |

| Arbitro: | Milone (Taurianova) |

|                             |           |  |
| Blondett 31’ D'Andrea 90+1’ | Marcatori |  |

| Viterbo 30 novembre 2022, ore 21:00 CET 16ª giornata | Viterbese              | 0 – 0 referto | Gelbison | Stadio Enrico Rocchi (784 spett.)\| Arbitro: \| Delrio (Reggio Emilia) \| |
| Arbitro:                                             | Delrio (Reggio Emilia) |               |          |                                                                           |

| Arbitro: | Monaldi (Macerata) |

|                              |           |             |
| Tartaglia 57’ Costantino 89’ | Marcatori | 65’ Marotta |

| Arbitro: | E. Longo (Cuneo) |

|              |           |              |
| Polidori 32’ | Marcatori | 61’ S. Longo |

| Arbitro: | Vingo (Pisa) |

|                                |           |              |
| Patierno 28’ (rig.) Risolo 69’ | Marcatori | 59’ L. Ricci |

#### Girone di ritorno
| Arbitro: | Vergaro (Bari) |

|                            |           |               |
| Semenzato 66’ D'Uffizi 75’ | Marcatori | 2’ Piovaccari |

| Arbitro: | Tremolada (Monza) |

|              |           |              |
| Dalmazzi 15’ | Marcatori | 25’ Polidori |

| Arbitro: | Fiero (Pistoia) |

|                    |           |                                     |
| Marotta 81’ (rig.) | Marcatori | 47’ Catania 52’ Kragl 89’ R. Marino |

| Arbitro: | Crezzini (Siena) |

|                   |           |  |
| Delle Monache 90’ | Marcatori |  |

| Arbitro: | Giordano (Novara) |

|  |           |            |
|  | Marcatori | 12’ Silipo |

| Arbitro: | Maggio (Lodi) |

|            |           |  |
| Ganz 90+1’ | Marcatori |  |

| Arbitro: | Scarpa (Collegno) |

|                                  |           |  |
| Semenzato 33’ Marotta 52’ (rig.) | Marcatori |  |

| Arbitro: | Pascarella (Nocera Inferiore) |

|            |           |  |
| Riggio 15’ | Marcatori |  |

| Arbitro: | Madonia (Palermo) |

|  |           |                        |
|  | Marcatori | 5’, 17’ (rig.) Marotta |

| Arbitro: | Cherchi (Carbonia) |

|              |           |                         |
| Polidori 62’ | Marcatori | 90+2’ (rig.) Ceccarelli |

| Arbitro: | Mirabella (Napoli) |

|                             |           |  |
| Rujtens 16’ Garattoni 90+3’ | Marcatori |  |

| Arbitro: | Nicolini (Brescia) |

|                           |           |  |
| Caturano 61’ Del Sole 73’ | Marcatori |  |

| Viterbo 15 marzo 2023, ore 14:30 CET 32ª giornata | Viterbese         | 0 – 0 referto | Taranto | Stadio Enrico Rocchi (1 046 spett.)\| Arbitro: \| Turrini (Firenze) \| |
| Arbitro:                                          | Turrini (Firenze) |               |         |                                                                        |

| Arbitro: | Grasso (Ariano Irpino) |

|                                        |           |                                  |
| Tribuzzi 63’ G. Gómez 77’ D'Errico 84’ | Marcatori | 18’ Semenzato 47’ (rig.) Barillà |

| Arbitro: | Cavaliere (Paola) |

|             |           |                |
| Devetak 58’ | Marcatori | 34’ Sainz-Maza |

| Arbitro: | Tremolada (Monza) |

|  |           |                      |
|  | Marcatori | 90+4’ (rig.) Marotta |

| Arbitro: | Scarpa (Collegno) |

|  |           |                       |
|  | Marcatori | 45’ (rig.) Costantino |

| Arbitro: | Saia (Palermo) |

|                                   |           |            |
| Maniero 45’ (rig.) Frascatore 55’ | Marcatori | 3’ Marotta |

| Arbitro: | Tremolada (Monza) |

|                          |           |                   |
| Polidori 64’ Marotta 77’ | Marcatori | 74’ (aut.) Riggio |

### Coppa Italia Serie C
| Arbitro: | Rispoli (Locri) |

|                        |           |  |
| Polidori 54’ Rodio 58’ | Marcatori |  |

| Arbitro: | Leone (Barletta) |

|                           |           |                  |
| Andreis 20’ Simonelli 29’ | Marcatori | 47’ (rig.) Rizzo |

| Arbitro: | D'Eusanio (Faenza) |

|                |           |  |
| Spolverini 29’ | Marcatori |  |

| Arbitro: | Carrione (Castellammare di Stabia) |

|  |           |                      |
|  | Marcatori | 45+4’, 47’ Scarsella |

## Statistiche

### Statistiche di squadra
Statistiche aggiornate al 23 aprile 2023.
| Competizione         | Punti   | In casa | In casa | In casa | In casa | In casa | In casa | In trasferta | In trasferta | In trasferta | In trasferta | In trasferta | In trasferta | Totale | Totale | Totale | Totale | Totale | Totale | DR  |
| Competizione         | Punti   | G       | V       | N       | P       | Gf      | Gs      | G            | V            | N            | P            | Gf           | Gs           | G      | V      | N      | P      | Gf     | Gs     | DR  |
| -------------------- | ------- | ------- | ------- | ------- | ------- | ------- | ------- | ------------ | ------------ | ------------ | ------------ | ------------ | ------------ | ------ | ------ | ------ | ------ | ------ | ------ | --- |
| Serie C              | 33 (-2) | 19      | 5       | 7       | 7       | 21      | 26      | 19           | 3            | 4            | 12           | 14           | 26           | 38     | 8      | 11     | 19     | 35     | 52     | -17 |
| Coppa Italia Serie C | -       | 4       | 3       | 0       | 1       | 5       | 3       | 0            | 0            | 0            | 0            | 0            | 0            | 4      | 3      | 0      | 1      | 5      | 3      | +2  |
| Totale               | -       | 23      | 8       | 7       | 8       | 26      | 29      | 19           | 3            | 4            | 12           | 14           | 26           | 42     | 11     | 11     | 20     | 40     | 55     | -15 |

### Andamento in campionato
| Giornata  | 1  | 2  | 3  | 4  | 5  | 6  | 7  | 8  | 9  | 10 | 11 | 12 | 13 | 14 | 15 | 16 | 17 | 18 | 19 | 20 | 21 | 22 | 23 | 24 | 25 | 26 | 27 | 28 | 29 | 30 | 31 | 32 | 33 | 34 | 35 | 36 | 37 | 38 |
| --------- | -- | -- | -- | -- | -- | -- | -- | -- | -- | -- | -- | -- | -- | -- | -- | -- | -- | -- | -- | -- | -- | -- | -- | -- | -- | -- | -- | -- | -- | -- | -- | -- | -- | -- | -- | -- | -- | -- |
| Luogo     | T  | C  | T  | C  | T  | C  | T  | T  | C  | T  | C  | C  | T  | C  | T  | C  | T  | C  | T  | C  | T  | C  | T  | C  | T  | C  | C  | T  | C  | T  | T  | C  | T  | C  | T  | C  | T  | C  |
| Risultato | P  | N  | N  | P  | N  | P  | V  | P  | V  | N  | P  | N  | P  | P  | P  | N  | P  | N  | P  | V  | N  | P  | P  | P  | P  | V  | V  | V  | N  | P  | P  | N  | P  | N  | V  | P  | P  | V  |
| Posizione | 13 | 15 | 15 | 17 | 17 | 19 | 14 | 16 | 14 | 16 | 16 | 16 | 17 | 18 | 19 | 19 | 19 | 19 | 19 | 18 | 18 | 18 | 20 | 20 | 20 | 19 | 19 | 19 | 19 | 19 | 19 | 19 | 19 | 19 | 19 | 19 | 20 | 19 |

Legenda:

Luogo: C = Casa; T = Trasferta. Risultato: V = Vittoria; N = Pareggio; P = Sconfitta.

### Statistiche dei giocatori
| Giocatore       | Serie C  | Serie C | Serie C     | Serie C    | Coppa Italia Serie C | Coppa Italia Serie C | Coppa Italia Serie C | Coppa Italia Serie C | Totale   | Totale | Totale      | Totale     |
| Giocatore       | Presenze | Reti    | Ammonizioni | Espulsioni | Presenze             | Reti                 | Ammonizioni          | Espulsioni           | Presenze | Reti   | Ammonizioni | Espulsioni |
| --------------- | -------- | ------- | ----------- | ---------- | -------------------- | -------------------- | -------------------- | -------------------- | -------- | ------ | ----------- | ---------- |
| S. Andreis      | 24       | 1       | 6           | 0          | 3                    | 1                    | 1                    | 0                    | 27       | 2      | 7           | 0          |
| A. Aromatario   | 0        | 0       | 0           | 0          | 0                    | 0                    | 0                    | 0                    | 0        | 0      | 0           | 0          |
| A. Barillà      | 13       | 1       | 1           | 0          | -                    | -                    | -                    | -                    | 13       | 1      | 1           | 0          |
| A. Bersaglia    | 1        | 0       | 0           | 0          | -                    | -                    | -                    | -                    | 1        | 0      | 0           | 0          |
| L. Bisogno      | 20       | -22     | 3           | 0          | 3                    | -1                   | 2                    | 0                    | 23       | -23    | 5           | 0          |
| D. Capparella   | 0        | 0       | 0           | 0          | 1                    | 0                    | 0                    | 0                    | 1        | 0      | 0           | 0          |
| Y. Cats         | 1        | 0       | 0           | 0          | 0                    | 0                    | 0                    | 0                    | 1        | 0      | 0           | 0          |
| V. Dekic        | 1        | -2      | 0           | 0          | -                    | -                    | -                    | -                    | 1        | -2     | 0           | 0          |
| M. Devetak      | 17       | 1       | 2           | 0          | -                    | -                    | -                    | -                    | 17       | 1      | 2           | 0          |
| D. Di Cairano   | 10       | 0       | 3           | 1          | 4                    | 0                    | 0                    | 0                    | 14       | 0      | 3           | 1          |
| S. D'Uffizi     | 26       | 3       | 3           | 0          | 4                    | 0                    | 1                    | 0                    | 30       | 3      | 4           | 0          |
| M. Fracassini   | 1        | 0       | 0           | 0          | 0                    | 0                    | 0                    | 0                    | 1        | 0      | 0           | 0          |
| E. Fumagalli    | 17       | -28     | 5           | 0          | 1                    | -2                   | 0                    | 0                    | 18       | -30    | 5           | 0          |
| L. Giglio       | 3        | 0       | 0           | 0          | 2                    | 0                    | 0                    | 0                    | 5        | 0      | 0           | 0          |
| A. Ingegneri    | 6        | 0       | 1           | 0          | -                    | -                    | -                    | -                    | 6        | 0      | 1           | 0          |
| S. Jallow       | 11       | 0       | 5           | 1          | -                    | -                    | -                    | -                    | 11       | 0      | 5           | 1          |
| S. Kone         | 1        | 0       | 0           | 0          | -                    | -                    | -                    | -                    | 1        | 0      | 0           | 0          |
| D. Manarelli    | 3        | 0       | 0           | 0          | 2                    | 0                    | 0                    | 0                    | 5        | 0      | 0           | 0          |
| F. Mastropietro | 11       | 0       | 5           | 1          | -                    | -                    | -                    | -                    | 11       | 0      | 5           | 1          |
| F. Marenco      | 13       | 0       | 2           | 0          | 2                    | 0                    | 0                    | 0                    | 15       | 0      | 2           | 0          |
| A. Marotta      | 33       | 12      | 10          | 1          | 2                    | 0                    | 1                    | 0                    | 35       | 12     | 11          | 1          |
| M. Mbaye        | 22       | 0       | 8           | 3          | 3                    | 0                    | 1                    | 0                    | 25       | 0      | 9           | 3          |
| L. Mėgelaitis   | 30       | 0       | 15          | 1          | 2                    | 0                    | 0                    | 0                    | 32       | 0      | 15          | 1          |
| G. Montaperto   | 5        | 0       | 0           | 0          | -                    | -                    | -                    | -                    | 5        | 0      | 0           | 0          |
| J.C. Monteagudo | 29       | 1       | 10          | 0          | 3                    | 0                    | 0                    | 0                    | 32       | 1      | 10          | 0          |
| D. Mungo        | 31       | 1       | 10          | 0          | 3                    | 0                    | 1                    | 0                    | 34       | 1      | 11          | 0          |
| A. Ndom         | 0        | 0       | 0           | 0          | -                    | -                    | -                    | -                    | 0        | 0      | 0           | 0          |
| G.M. Nesta      | 22       | 1       | 1           | 0          | 3                    | 0                    | 1                    | 0                    | 25       | 1      | 2           | 0          |
| D. Pavlev       | 22       | 0       | 7           | 0          | 1                    | 0                    | 0                    | 0                    | 23       | 0      | 7           | 0          |
| A. Polidori     | 36       | 7       | 2           | 0          | 3                    | 1                    | 0                    | 0                    | 39       | 8      | 2           | 0          |
| M. Rabiu        | 10       | 0       | 0           | 0          | -                    | -                    | -                    | -                    | 10       | 0      | 0           | 0          |
| C. Renault      | 0        | 0       | 0           | 0          | -                    | -                    | -                    | -                    | 0        | 0      | 0           | 0          |
| L. Ricci        | 34       | 1       | 6           | 0          | 2                    | 0                    | 0                    | 0                    | 36       | 1      | 6           | 0          |
| C. Riggio       | 27       | 1       | 10          | 1          | 3                    | 0                    | 0                    | 0                    | 30       | 1      | 10          | 1          |
| F. Rodio        | 21       | 0       | 3           | 0          | 2                    | 1                    | 0                    | 0                    | 23       | 1      | 3           | 0          |
| G. Santoni      | 5        | 0       | 0           | 0          | 1                    | 0                    | 0                    | 0                    | 6        | 0      | 0           | 0          |
| D. Semenzato    | 25       | 3       | 8           | 0          | 4                    | 0                    | 1                    | 0                    | 29       | 3      | 9           | 0          |
| M. Simonelli    | 9        | 0       | 0           | 0          | 4                    | 1                    | 1                    | 0                    | 13       | 1      | 1           | 0          |
| M. Sorrini      | 0        | 0       | 0           | 0          | 0                    | 0                    | 0                    | 0                    | 0        | 0      | 0           | 0          |
| C. Spolverini   | 2        | 0       | 1           | 0          | 2                    | 1                    | 1                    | 0                    | 4        | 1      | 2           | 0          |
| A. Vespa        | 0        | 0       | 0           | 0          | 0                    | 0                    | 0                    | 0                    | 0        | 0      | 0           | 0          |
| E. Volpicelli   | 20       | 2       | 5           | 1          | 3                    | 0                    | 0                    | 0                    | 23       | 2      | 5           | 1          |